# Teatro CAPSA
El Teatro CAPSA fue una sala teatral de Barcelona abierta en 1969; reconvertida en Cinema CAPSA en 1977, cerró en 1998.
Estaba ubicado en la calle de Pau Claris, 134, en la esquina con la calle de Aragón, en el edificio CAPSA (acrónimo de Compañía Auxiliar Panificadora, SA), propiedad del Gremio de Panaderos de Barcelona.

## Historia
La historia de la sala CAPSA comenzó en 1950 como sede del teatro de aficionados que representaban los socios de la compañía. A partir de 1969 pasó a tener una programación estable, de la que se hizo cargo el actor Pau Garsaball, quien convirtió la sala en un referente del teatro independiente y de vanguardia catalán, estrenando obras como 'Cruel Ubris' de Els Joglars. Su inauguración como sala comercial tuvo lugar el 20 de noviembre de 1969 con el estreno de El adefesio, de Rafael Alberti, dirigida por Mario Gas. Obtuvo uno de sus mayores éxitos comerciales con el estreno de El retaule del flautista de Jordi Teixidor, que mantuvo un año en cartelera.
Tras no obtener la suficiente rentabilidad económica, en julio de 1976 el teatro cesó su actividad para dedicarse a la proyección cinematográfica, que se inició en septiembre de 1977 con el reestreno de El acorazado Potemkin. Contaba con una sala, con capacidad para 379 espectadores y su programación se centró en películas de arte y ensayo, proyectadas en versión original. El 25 de mayo de 1991 la sala quedó devastada por un incendio, aunque reabrió sus puertas dos meses más tarde. Cerró definitivamente el 29 de diciembre de 1998, tras la proyección de Alice et Martin de André Téchiné, al finalizar el contrato de explotación que mantenía la exhibidora Lauren Films con el Gremio de Panaderos. Desde entonces la antigua sala ha albergado otros usos comerciales, como un cibercafé.

## Espectáculos
- 1969. El Adefesio.
- 1970, enero. La noche de los asesinos, con Emma Cohen, Juan Diego y Julia Peña. Escenografía: Fabià Puigcerver.
- 1970, marzo. Caviar o llenties de G. Scaracci i R. Tarabusi, con traducción de Màrius Picot. Per la companyia de Pau Garsaball.
- 1971, febrero. Noies perdudes en el paradís de Antoni Ribas. Con Rosa Maria Sardà y Enric Arredondo.
- 1971, mayo. El retaule del flautista de Jordi Teixidor. Por la compañía de Pau Garsaball.
- 1972, enero. Cruel Ubris a càrrec d'Els Joglars.
- 1972, mayo. Una guerra en cada esquina de Luis Matilla.
- 1974, febrero. La boda de los pequeños burgueses de Bertolt Brecht.